# Asymmetri

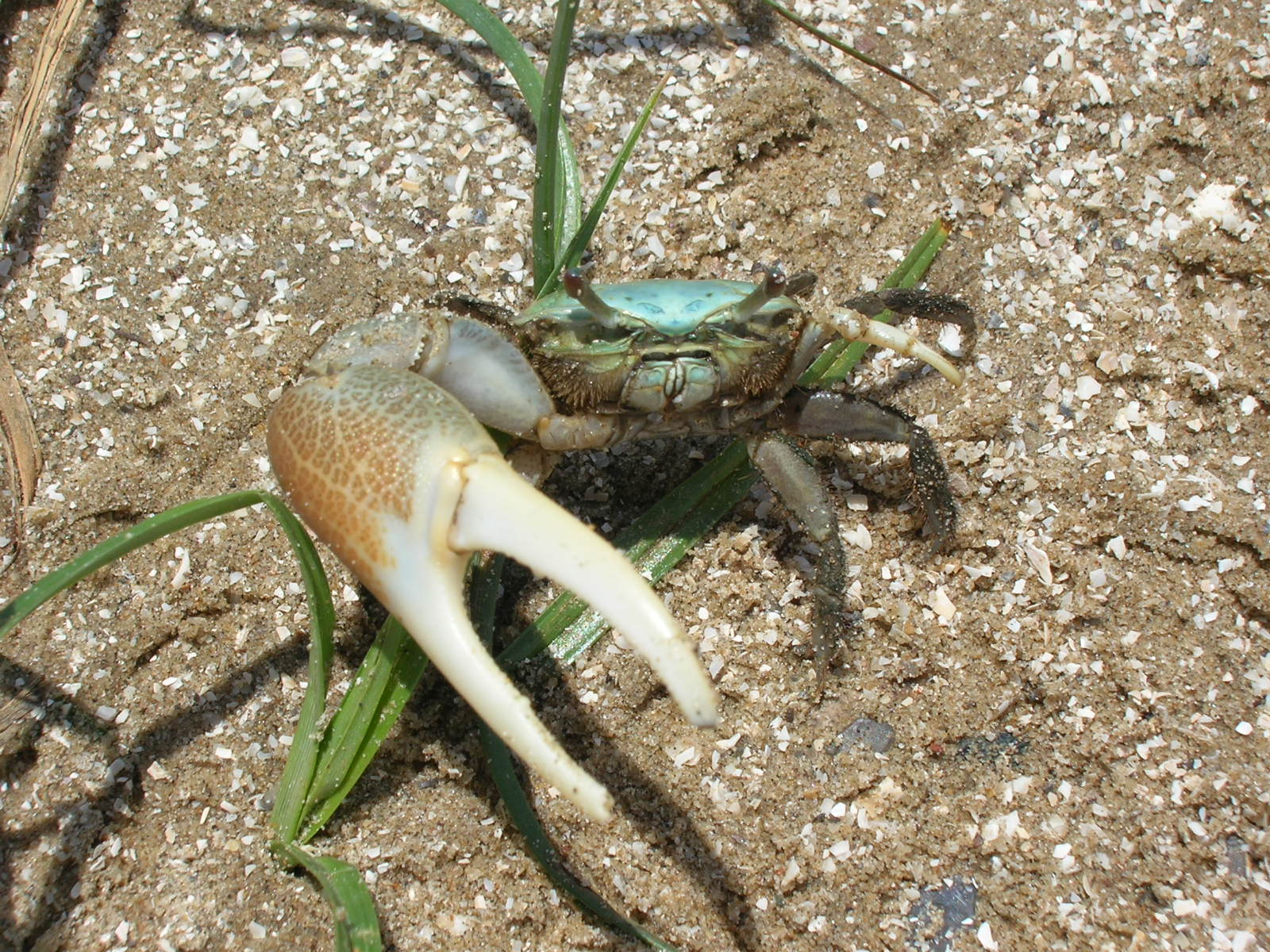
En krabba med en klo som är större än den andra är ett exempel på asymmetri.

Asymmetri är avsaknaden av symmetri.
Det finns många exempel på asymmetri i naturen, till exempel vissa kirala molekyler (kan men behöver inte vara asymmetriska) och djur som är asymmetriskt uppbyggda. Se även artikeln om blomsymmetri.